# 2022년 전국체육대회
제103회 전국체육대회는 2022년 10월 7일부터 동년 10월 13일까지 대한민국 울산광역시에서 열렸다.

## 같이 보기
- 2022년 전국장애인체육대회
- 전국체육대회